# Clonazepam
Il clonazepam è farmaco di derivazione benzodiazepinica, appartenente alla classe delle nitrobenzodiazepine.
Negli Stati Uniti viene commercializzato dalla Roche sotto il nome commerciale di Klonopin, mentre in Europa, Sud America, Canada, India e Australia è presente con il nome di Rivotril.

## Farmacologia
Il clonazepam come tutte le altre benzodiazepine è dotato di spiccate proprietà ansiolitiche, sedative, antiepilettiche e miorilassanti e viene classificato assieme all'alprazolam e al flunitrazepam come benzodiazepina ad alta potenza (1 mg di clonazepam equivale a circa 20 mg di diazepam). Il clonazepam è relativamente poco sedativo rispetto ad altre benzodiazepine, se comparato alla sua potente azione ansiolitica e antiepilettica.

## Indicazioni
Come già citato, benché il farmaco abbia spiccate proprietà ansiolitiche e sedative, in Italia è approvato ufficialmente solo come farmaco antiepilettico. Viene utilizzato anche per ridurre la dipendenza da benzodiazepine a emivita breve, tuttavia per questo scopo viene preferito il Diazepam. È indicato nel trattamento per la sindrome delle gambe senza riposo.

## Utilizzi "off-label"
- Trattamento del Rapid Eye Movement Sleep Behavioural Disorder (RBD)[3]
- Trattamento della fobia sociale (a causa delle sue proprietà disinibenti).
- Disturbi di ansia.
- Attacchi di panico.
- Trattamento iniziale nei casi di mania, in associazione a farmaci di prima scelta come il litio, l'aloperidolo o antipsicotici atipici (risperidone, quetiapina, olanzapina).
- Sindrome da affaticamento cronico.
- Grazie alla sua interazione con il sistema serotoninergico il clonazepam è indicato per il trattamento del HPPD, come testimoniano casi clinici di persone affette dalla patologia che hanno ottenuto benefici dall'assunzione di clonazepam[4].
- Sindrome di Tourette.
- Fibromialgia
- È frequente l'utilizzo in off label del clonazepam nel trattamento del PTSD per via del suo effetto ansiolitico, tuttavia è controindicato dato che l'utilizzo di benzodiazepine ha un rapporto rischio/beneficio sfavorevole. Nello specifico si assiste a un aumento della gravità dei sintomi, aumento significativo del rischio che si sviluppi PTSD con l'uso in seguito a un trauma recente, peggioramento della risposta alla psicoterapia, aggressività, depressione e abuso di sostanze.[5]
- Sindrome di Menière
- Bruxismo notturno[6]
- Sindrome del dolore pelvico cronico[7]
- Sindrome della persona rigida, neuromiotonia

## Effetti collaterali
- amnesia anterograda (comune con dosaggi elevati)
- disturbi dell'equilibrio
- vertigini
- reazioni paradosse, particolarmente in alcune fasce di età (giovani e anziani)

Correlati a sospensione del farmaco:
- ansia
- irritabilità
- insonnia
- attacchi di panico
- tremore
- convulsioni e delirium in caso di utilizzo prolungato a dosaggi elevati.

In caso di sospensione del farmaco è necessario quindi ridurre gradualmente le dosi.

## Interazioni
L'associazione di clonazepam ad altri principi attivi depressori dell'attività del Sistema Nervoso Centrale (incluso l'alcol etilico) aumenta notevolmente gli effetti del farmaco (e i suoi effetti collaterali). Pertanto deve essere utilizzato con cautela in associazione a sostanze che deprimono il SNC.

## Avvertenze
Ideazione, tendenza al suicidio: dai dati di letteratura disponibili i farmaci antiepilettici sembrano aumentare il rischio di comportamenti volti al suicidio e tale effetto sarebbe già presente poco tempo dopo l'inizio della terapia. In Danimarca l'analisi incrociata dei suicidi e del consumo di farmaci antiepilettici nel decennio 1997-2006 ha messo in evidenza un aumento significativo del rischio di suicidio per clonazepam (rischio relativo 2,01), valproato (rischio relativo 2,08), lamotrigina (rischio relativo 3,15), fenobarbital (rischio relativo 1,96). 
Gravidanza: il clonazepam è controindicato durante il primo trimestre di gravidanza per il rischio di malformazioni fetali. Se la paziente è in trattamento con clonazepam, al momento della gravidanza valutare l'opportunità di proseguire con la stessa terapia o di passare ad altro farmaco antiepilettico. È importante infatti che durante la gravidanza non si sospenda la terapia antiepilettica perché il peggioramento della malattia (epilessia non controllata) costituisce un fattore di rischio sia per la salute della mamma sia del bambino.
Per ridurre il rischio di tossicità embriofetale in donne epilettiche in terapia farmacologica si raccomanda di: preferire un regime monoterapico rispetto all'associazione di più farmaci antiepilettici (il rischio di malformazioni congenite è risultato aumentare in caso di politerapia); somministrare il farmaco antiepilettico al dosaggio minimo efficace, monitorando i livelli ematici; evitare picchi di concentrazione durante la giornata (usare cioè dosi frazionate del farmaco antiepilettico); co-somministrare acido folico. L'uso delle benzodiazepine in gravidanza comporta anche rischi di natura non teratogenica. Sono stati riportati flaccidità, ipotermia, depressione respiratoria e sintomi riconducibili a una sindrome da astinenza in bambini nati da madri che avevano assunto benzodiazepine nell'ultimo periodo della gravidanza.
La FDA ha inserito il clonazepam in classe D per l'uso in gravidanza. A questa classe appartengono i farmaci per i quali c'è evidenza di rischio fetale nell'uomo, ma i cui benefici clinici in gravidanza potrebbero essere accettabili nonostante il rischio (ad es. se il farmaco è necessario per la sopravvivenza della paziente oppure per una grave malattia per la quale farmaci più sicuri non possono essere usati o sono inefficaci)
Supporti medicali in PVC: il clonazepam viene assorbito dal PVC. Si raccomanda pertanto di impiegare materiale in vetro in caso di infusione endovenosa.

## Sovradosaggio
In caso di sovradosaggio l'esito è solitamente benigno (raramente coma). Nel caso in cui venga associato ad altri depressori del SNC l'effetto sinergico delle sostanze può portare a morte per depressione dei centri nervosi deputati al mantenimento delle funzioni vitali.
L'overdose da clonazepam può provocare uno o più dei seguenti sintomi:
- Sonnolenza (difficoltà a rimanere svegli)
- Confusione mentale
- Nausea
- Funzioni motorie deteriorate
- Indebolimento dei riflessi
- Compromissione della coordinazione
- Disturbi dell'equilibrio
- Vertigini
- Depressione respiratoria
- Ipotensione
- Coma